# Půlnoční zpověď
Půlnoční zpověď je český osmidílný dramatický seriál televize Prima z roku 2023.

## Děj
Seriál vypráví příběh dvou sourozenců, Stely Skoumalové a Alberta Skoumala. Stela Skoumalová je psycholožka a vztahová terapeutka. Její bratr Albert Mach je farář a vědec. Vše odstartuje smrt Mariny Krausové, klientky Stely Skoumalové. Mariana ještě před svou smrtí přinesla Stele značkovou kabelku, která byla plná šperků, jež mají hodnotu několika desítek milionů korun. Policii se nejprve případ jeví jako sebevražda. Ve své výpovědi ale Stela záměrně utají existenci šperků, které od Mariany obdržela, protože chce nejprve zjistit, komu skutečně patří. Během složité životní situace se stává její odcizený bratr Albert jediným člověkem, kterému ještě může důvěřovat. Svým chováním ale riskuje profesní pověst i spokojené manželství.